# Autovía Oviedo-La Espina

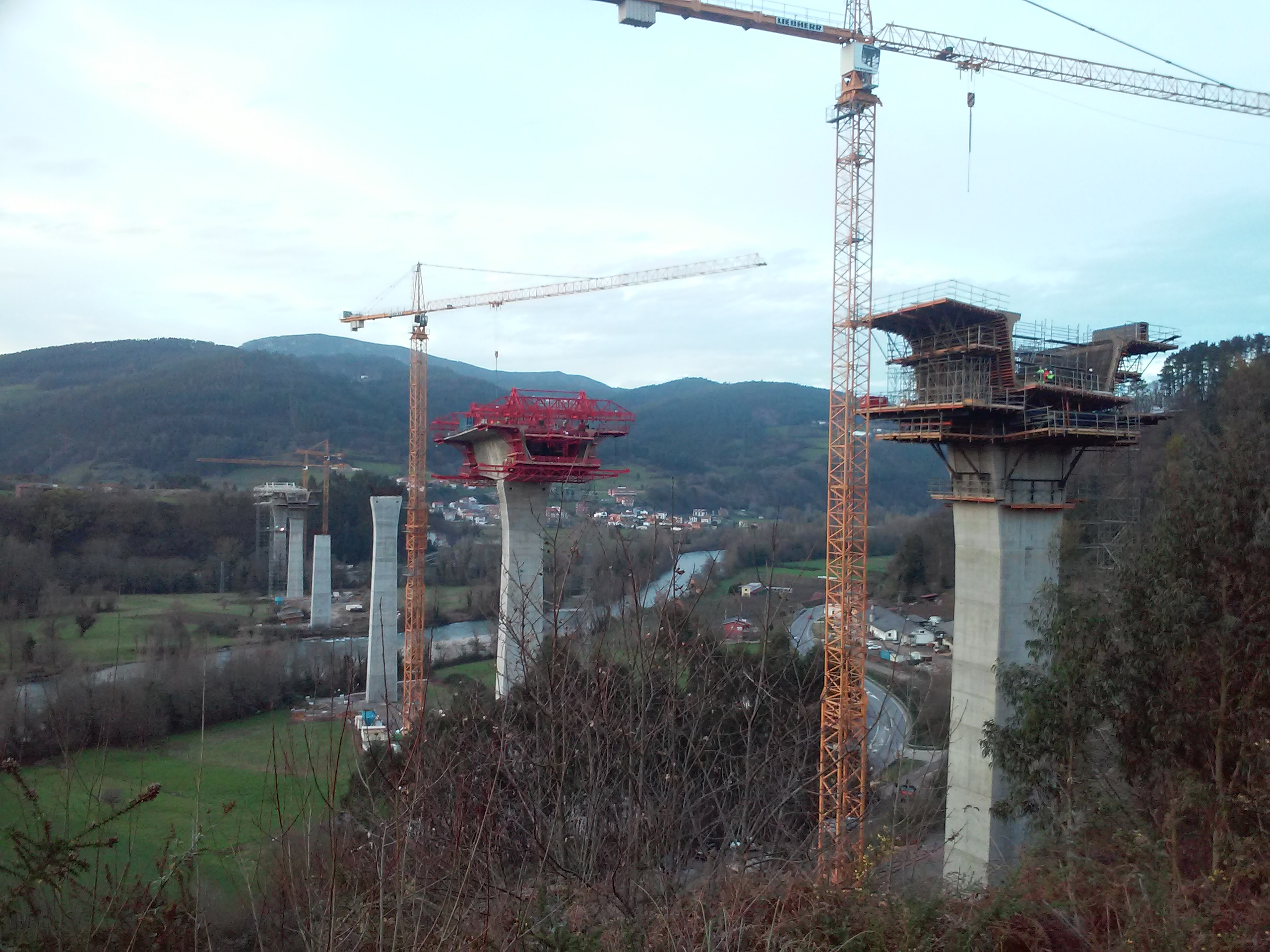
Viaducto en Construcción. Enero de 2016

La autovía Oviedo-La Espina o A-63, es una autovía que sustituirá al actual trayecto entre Oviedo y La Espina. Parte de la Autovía Ruta de la Plata o A-66 en la entrada sur de Oviedo y continúa hacia el oeste hasta alcanzar la localidad de La Espina. Aún no hay fecha prevista para la finalización de las obras. Se encuentra en estudio la posibilidad de añadir otro tramo más a la autovía para enlazarla con la Autovía del Cantábrico, a la altura de la localidad de Canero. Esta carretera es muy importante para la zona interior del occidente asturiano, su construcción supondrá la primera vía de alta capacidad de la zona, mejorando las comunicaciones rodadas, la seguridad en la carretera y la integración económica de la zona oeste de la región.

## Historia
- Inauguración tramo A-66 - Latores: 28 de diciembre de 1999
- Inauguración tramo Latores - Trubia: 13 de agosto de 2003
- Inauguración tramo Trubia - Llera: 29 de diciembre de 2005
- Inauguración tramo Llera - Grado (1ª calzada): 14 de febrero de 2004
- Inauguración tramo Llera - Grado (2ª calzada): 31 de octubre de 2007
- Inauguración tramo Variante de Grado: 6 de febrero de 2008
- Inauguración tramo Grado - Doriga: 7 de julio de 2010
- Inauguración tramo Salas - La Espina (1ª calzada): 22 de marzo de 2012
- Inauguración tramo Doriga - Cornellana: 26 de diciembre de 2017
- Inauguración tramo Salas - La Espina, subtramo Salas - El Regueirón (2ª calzada): 7 de noviembre de 2022

## Estado actual
A 25 de agosto de 2016, se encontraba casi terminado el viaducto de 875 metros que cruza el río Narcea. Viaducto perteneciente al tramo de autovía Doriga - Cornellana que se esperaba finalizar en verano de 2017, y que llevaba parado desde 2010 por recortes presupuestarios. Por otro lado, pese a tratarse de una vía de alta velocidad, este tramo estará limitado a 80 km/h. a causa de la complicada orografía del terreno. A fecha 7 de diciembre de 2016 ya se había invertido casi el 80 por ciento del presupuesto de este trayecto, que asciende a 37 millones de euros. También se retomaron los tramos de la autovía de Cornellana, pendientes de asignación presupuestaria de 2017 a fecha 8 de octubre de 2016.
A 7 de diciembre de 2016 se previó la reanudación de un tramo afectado de las obras, Cornellana-Salas, sobre el final del verano del año 2017. A 11 de marzo de 2017 vecinos de Cornellana se manifestaron para exigir al Ministerio de Transportes, Movilidad y Agenda Urbana que se mantuviera fiel a los planes iniciales del proyecto y construyera una rotonda en el enlace a la Autovía, y no la nueva intersección vial en construcción al ser considerada peligrosa. 
La segunda calzada de Salas-La Espina actualmente está en redacción de proyecto, luego será sometida la información pública y posteriormente la licitación/adjudicación de obras. Esta segunda calzada, podría ser finalizada en la próxima década.
A 26 de diciembre de 2017 las obras del tramo Cornellana-Salas se reanudaron de forma oficial por el ministro Íñigo de la Serna (Ministerio de Transportes, Movilidad y Agenda Urbana). El proyecto de la segunda calzada de Salas-La Espina estaba a un paso del final a falta de 2 trámites: el recálculo de las estructuras para comprobar la adaptación a la nueva normativa y la realización de nuevos estudios hidráulicos para ratificar la validez de las estructuras ya ejecutadas. Una vez solucionados los 2 trámites, podría salir a información pública para el cierre definitivo del proyecto.
A 15 de enero de 2019 se relicitaron las obras del tramo Salas-La Espina, segunda calzada, como "Adaptación parcial de la segunda calzada de la autovía A-63 en el tramo: Salas – La Espina del P.K. 0,600 al P.K. 5,490 y obras complementarias", para ir ejecutando las obras entre Salas y el viaducto de El Regueirón. Anteriormente se dejaron paralizadas las obras a mitad de todo el tramo sin poner en servicio la primera calzada, en marzo del año 2012.
En cuando finalice esta parte del tramo Salas-La Espina, segunda calzada, avanzará al siguiente, entre el viaducto de El Regueirón y La Espina, así poder completar la autovía entre Oviedo y La Espina. Se prevé que cuando finalice esta parte del tramo (entre Salas y viaducto de El Regueirón), se pondrá en servicio, al mismo tiempo, del tramo anterior Cornellana-Salas. A la espera de tener más información en cuando adjudique las obras del tramo Salas-La Espina, segunda calzada para conocer la duración de obras y la posibilidad de inauguración, a principios de la próxima década.
A 28 de mayo de 2019 se encuentra construido un tramo de 36 km entre Oviedo y Cornellana y una calzada de un tramo de 12 km entre Salas y La Espina. En el supuesto de que finalmente se prolongase hasta Canero aún quedarían 31 km. Tras los recortes anunciados por el Ministerio de Transportes, Movilidad y Agenda Urbana, se suspenden las obras de la segunda calzada entre Salas y La Espina, con lo que la autovía ya no llegaría a La Espina; además, la conexión con la A-8 no se realizaría a corto o medio plazo hasta que mejorase la situación económica.
Además el 7 de noviembre de 2022 después de la obras en el puente de la Barrosa y su inestabilidad se puso en servicio el desdoble del subtramo Salas-Viaducto el Regueirón de la autopista A-63 y así satisface a los vecinos de esa zona tan afectada que lo venían solicitando desde la puesta en servicio de la primera calzada Salas-La Espina, abierta en 2012.
Por otro lado, la autovía que llegaría hasta Cangas del Narcea únicamente tiene en estudio informativo el tramo La Espina-Tineo; del tramo Tineo-Cangas apenas se sabe nada y la autovía llegaría allí a medio plazo. Hoy por hoy, la conexión con Ponferrada está descartada.
En 2023, las obras del tramo Cornellana - Salas fueron reanudadas y la apertura se retrasó a 2025.

### Noticias relacionadas
En el año 2025, tras el estallido del caso Koldo y su investigación por parte de la Unidad Central Operativa de la Guardia Civil, se descubre que en Asturias hubo varias adjudicaciones irregulares por casi 8 millones de euros por parte de la trama, y estas apuntan a ser los trabajos para estabilizar los taludes de las trincheras situadas entre los puntos kilométricos 4/230 y 4/560 de la línea 750 Gijón Sanz Crespo–Pravia, de la Red de Ancho Métrico (592 mil €), y, en este caso, la adaptación parcial de la segunda calzada de la autovía A-63 en el tramo Salas-La Espina (7,3M €), aparte de obras complementarias en la zona.
Por otra parte, en la adjudicación del tercer carril de la "Y" se investiga si Ábalos pudo cobrar comisiones en él.

## Tramos
| Denominación | Tramo | Kilómetros | Año servicio / Estado (2025)                                                      |
| ------------ | --- | ---------- | --------------------------------------------------------------------------------- |
| A-63         | El Cueto A-66 - Latores | 4,1        | 1999                                                                              |
| A-63         | Latores - Trubia | 5,7        | 2003                                                                              |
| A-63         | Trubia - Llera | 4,1        | 2005                                                                              |
| A-63         | Llera - Grado Este Tramo original Tramo ampliado                                                                              | 8,7 8,7    | 1 carril por sentido: 2004 2 carriles por sentido: 2007                           |
| A-63         | Variante de Grado Tramo: Grado Este - Grado Oeste                                                                             | 1,9        | 2008                                                                              |
| A-63         | Grado Oeste - Doriga | 4,2        | 2010                                                                              |
| A-63         | Doriga - Cornellana | 2,3        | 2017                                                                              |
|              | Cornellana - Salas | 6          | Obras reanudadas (apertura retrasada a 2025)                                      |
| A-63 N-634   | Salas - La Espina (primera calzada) Subtramo: Salas - Viaducto de El Regueirón Subtramo: Viaducto de El Regueirón - La Espina | 5 7,1      | 2012                                                                              |
| A-63         | Salas - La Espina (segunda calzada) Subtramo: Salas - Viaducto de El Regueirón                                                | 5          | 2022                                                                              |
|              | Salas - La Espina (segunda calzada) Subtramo: Viaducto de El Regueirón - La Espina                                            | 7,1        | Pendiente de relicitación de obras (pendiente finalización del subtramo anterior) |
|              | La Espina - Canero A-8 | 23         | Pendiente de estudio informativo                                                  |

## Salidas de la autovía
| Elemento                        | Nombre de Salida (sentido La Espina)/Ver de arriba-abajo | Número de Salida | Nombre de Salida (sentido Oviedo)/Ver de abajo-arriba                      | Carretera que enlaza |
| ------------------------------- | -------------------------------------------------------- | ---------------- | -------------------------------------------------------------------------- | -------------------- |
|                                 | Inicio de autovía                                        |                  | Continúa por Gijón - Santander - La Coruña hospital Aeropuerto de Asturias | A-66                 |
|                                 | Oviedo centro Plaza de Castilla                          | 1                | -                                                                          | N-630                |
|                                 | -                                                        | 2                | Oviedo centro Mieres - León                                                | O-12 A-66            |
|                                 | Túnel de Latores I 250m                                  | -                | Túnel de Latores I 250m                                                    |                      |
|                                 | Túnel de Latores II 185m                                 | -                | Túnel de Latores II 185m                                                   |                      |
|                                 | Oviedo oeste                                             | 4                | Oviedo oeste                                                               | N-634                |
|                                 | Trubia                                                   | 9                | Trubia                                                                     | N-634                |
|                                 | Túnel del Nora 125m                                      | -                | Túnel del Nora 125m                                                        |                      |
|                                 | Túnel de Priañes 615m                                    | -                | Túnel de Priañes 620m                                                      |                      |
|                                 | Santa María de Grado - Llera                             | 13               | -                                                                          | N-634                |
|                                 | -                                                        | 14               | Santa María de Grado - Llera                                               | N-634                |
|                                 | Túnel de Peñaflor 800m                                   | -                | Túnel de Peñaflor 750m                                                     |                      |
|                                 | Grado norte - Sestiello                                  | 19               | Grado norte - Sestiello                                                    | N-634                |
|                                 | Grado oeste                                              | 23               | Grado oeste                                                                | N-634                |
|                                 | Túnel de El Fresno I 949m                                | -                | Túnel de El Fresno II 923m                                                 |                      |
|                                 | Doriga Cangas del Narcea                                 | 28               | Doriga Cangas del Narcea                                                   | SL-9 AS-15           |
|                                 | Cornellana Pravia                                        | 30               | -                                                                          | N-634 AS-16          |
|                                 | Continúa por N-634                                       |                  | Inicio de autovía                                                          | N-634                |
| TRAMO CORNELLANA-SALAS EN OBRAS |                                                          |                  |                                                                            |                      |
|                                 | Inicio de autovía                                        |                  | Continúa por N-634                                                         | N-634                |
|                                 | -                                                        | 37               | Salas                                                                      | N-634a               |
|                                 | Continúa por N-634                                       |                  | Inicio de autovía                                                          | N-634                |